# Cour constitutionnelle (Luxembourg)
Pour les autres articles nationaux ou selon les autres juridictions, voir Cour constitutionnelle.
La Cour constitutionnelle est la juridiction constitutionnelle du Luxembourg. Elle siège à Luxembourg et est composée de neuf membres. Elle statue sur la conformité des lois à la Constitution, à l'exception de celles qui portent approbation des traités.

## Histoire
La cour est créée par la loi constitutionnelle du 12 juillet 1996 qui modifie l'article 95 de la Constitution du Luxembourg et son organisation est définie par la loi du 27 juillet 1997.

## Fonctions
Lorsqu'une partie soulève une question relative à la conformité d'une loi à la Constitution devant une juridiction de l'ordre judiciaire ou de l'ordre administratif, elle est tenue de saisir la Cour constitutionnelle, sauf si elle estime qu'une décision sur la question soulevée n'est pas nécessaire pour rendre son jugement, ou que la question de constitutionnalité est dénuée de tout fondement, ou bien que la Cour constitutionnelle a déjà statué sur une question ayant le même objet,.
Aucun recours n'est possible contre une décision de la Cour constitutionnelle.